# Benjamin Percy
Pour les articles homonymes, voir Percy.
Œuvres principales
- Sous la bannière étoilée

Benjamin Percy, né le 28 mars 1979 à Eugene dans l'Oregon, est un écrivain américain.

## Œuvres

### SérieThe Comet Cycle
1. (en) The Ninth Metal, 2021
2. (en) The Unfamiliar Garden, 2022
3. (en) The Sky Vault, 2023

### Romans indépendants
- Le Canyon, Albin Michel, 2012 ((en) The Wilding, 2010)
- (en) Red Moon, 2013
- (en) The Dead Lands, 2015
- Dark Net, Super 8, 2017 ((en) The Dark Net, 2017)

### Recueils de nouvelles
- (en) The Language of Elk, 2006
- Sous la bannière étoilée, Albin Michel, 2009 ((en) Refresh, Refresh, 2007)
- (en) Suicide Woods, 2019